# سیمین کریمی
سیمین کریمی حقیقی زبان‌شناس ایرانی، استاد گروه زبان‌شناسی دانشگاه آریزونا و همچنین عضو گروه مطالعات زنان و جنسیت در همین دانشگاه است. او در سال ۱۳۵۲ (۱۹۷۳) در رشته زبان‌های آلمانی از دانشگاه تهران مدرک کارشناسی گرفت و در سال ۱۳۵۵ (۱۹۷۶) دوره کارشناسی ارشد زبان‌شناسی را با نگارش رساله‌ای به راهنمایی هرمز میلانیان در همین دانشگاه به پایان برد. او در سال ۱۹۸۹ از دوره دکتری زبان‌شناسی دانشگاه واشینگتن فارغ‌التحصیل شد. پژوهش‌های او عمدتاً در زمینه نحو زایشی، زبان‌های ایرانی، فصل مشترک صرف و نحو و فصل مشترک نحو و معنی‌شناسی‌ست.